# Шуйский 118-й пехотный полк
118-й пехо́тный Шу́йский полк — пехотная воинская часть Русской императорской армии.
Старшинство: 19 февраля 1711 года.
Полковой праздник: 30 августа.

## История
Сформирован 19 февраля 1711 года Выборгского гарнизона Карпова полк. Впоследствии переименован в Воронежский пехотный. 28 января 1833 года батальоны полка присоединены к Полтавскому пехотному полку. 6 апреля 1863 года из 4-го резервного батальона и бессрочно-отпускных 5-го и 6-го батальонов сформирован Полтавский резервный пехотный полк. 13 августа 1863 года переименован в Шуйский пехотный полк. 25 марта 1864 года присвоен номер 118. В 1879 году приведён в состав четырёх батальонов. В 1884 году полку присвоено старшинство Карпова полка.

## Участие в боевых действиях
- 1877—1878 — Русско-турецкая война. 18 июля 1877 года участвовал во втором штурме Плевны в составе южной колонны.
- 1914—1918 — Первая мировая война. Вступил в войну составе 1-й бригады 30-й пехотной дивизии 4-го армейского корпуса 1-й армии Северо-Западного фронта.

## Знаки отличия полка
1. Полковое знамя Георгиевское с надписью: «За Севастополь в 1854 и 1855 годах». С Александровской юбилейной лентой. Пожалованы батальонам в бытность их в Полтавском полку.
2. Знаки на головные уборы с надписью: «За отличие в Турецкую войну 1877 и 1878 годов». Пожалованы 17.04.1878 г.

## Командиры
До 13.08.1863 — командиры Полтавского резервного пехотного полка
- 21.04.1863 — 22.07.1863 — полковник Назимов, Василий Иванович
- 22.07.1863 — 05.01.1864 — полковник Вимберг, Иван Александрович
- 05.01.1864 — 26.02.1869 — полковник Гессельберг, Фридрих Андреевич
- 26.02.1869 — хх.хх.1870 — полковник барон Энгельгардт, Евгений Яковлевич
- ранее 07.01.1871 — 05.11.1876 — полковник Сивиер, Томаш Ричардович
- 05.11.1876 — 18.07.1877[1] — полковник барон Каульбарс, Фридрих Карлович
- 03.08.1877 — хх.хх.1878 — полковник Лыщинский, Виктор Станиславович
- 25.03.1878 — 23.12.1882 — полковник Хоменко, Митрофан Фёдорович
- 20.01.1883 — 05.07.1888 — полковник Зайцев, Алексей Александрович
- 17.07.1888 — 30.07.1894 — полковник Кнорринг, Юган-Фердинанд Густавович
- 10.09.1894 — 02.09.1899 — полковник Рейман, Иван Иванович
- 29.10.1899 — 30.11.1904 — полковник Рихард, Константин Онуфриевич
- 10.12.1904 — 16.03.1910 — полковник Российский, Михаил Александрович
- 24.03.1910 — 26.04.1913 — полковник Марков, Александр Дмитриевич
- 11.09.1913 — 03.04.1915 — полковник (с 11.02.1915 генерал-майор) Стасюк, Николай Степанович
- 13.04.1915 — 13.03.1917 — полковник Трунов, Сергей Васильевич
- 17.03.1917 — 07.09.1917 — полковник Патрикеев, Владимир Николаевич
- 07.09.1917 — хх.хх.хххх — полковник Ясновский, Леонид Николаевич

## Полковая форма
Клапаны на воротниках светло-синие. Цвет плечевых погон 30-й дивизии синий.

## Галерея памятников в Болгарии
- Памятник офицерам 117 и 118 полк после второго штурма Плевны
- Памятник офицерам 117 и 118 полк после второго штурма Плевны
- Памятник нижним чинам 117 и 118 полк после второго штурма Плевны
- Памятник нижним чинам 117 и 118 полк после второго штурма Плевны